# أهبابن (أولوز)
أهبابن هو دُوَّار يقع بجماعة أولوز، إقليم تارودانت، جهة سوس ماسة في المملكة المغربية. ينتمي الدوّار لمشيخة أولوز التي تضم 58 دوار. يقدر عدد سكانه بـ 184 نسمة حسب الإحصاء الرسمي للسكان والسكنى لسنة 2004.

## روابط خارجية
- البوابة الوطنية للجماعات الترابية
- المندوبية السامية للتخطيط